# Hospital del Henares
El Hospital Universitario del Henares es un hospital general público situado en el municipio de Coslada (Madrid), en España. 

## Historia y características
El terreno sobre el que se asienta el hospital perteneció al término municipal de Madrid hasta que el 5 de diciembre de 2002 se aprobara su incorporación a Coslada a cambio de que el ayuntamiento cosladeño cediera a la capital una superficie ligeramente mayor, colindante con el distrito de San Blas, en Madrid. Su obra civil se inició el 14 de mayo de 2007, y se inauguró el 8 de febrero de 2008. Forma parte del SERMAS Dirección Asistencial Centro, junto al hospital de La Princesa (Madrid).
Este centro sanitario cuenta con 194 camas, 7 quirófanos, 11 salas de radiodiagnóstico, entre otras dependencias y una superficie total construida de 58.149 m². 
De acuerdo con la Audiencia Nacional, el Partido Popular utilizó la construcción del hospital para financiarse irregularmente; así, habría cometido un desfalco por valor de 258 297 € en la adjudicación de los contratos del hospital, al establecerse mordidas del 1%.

## Accesibilidad
Tiene accesos a través de la M-45 y de Metro: Hospital del Henares correspondiente a la línea 7 de Metro. Las líneas de autobús que cubren el hospital son:
| Línea | Recorrido                                                | Operador                  |
| ----- | -------------------------------------------------------- | ------------------------- |
| 280   | Coslada (Estación FFCC) - Hospital del Henares - Loeches | Avanza Movilidad Integral |
| 289   | Madrid (Ciudad Lineal) – Coslada (Hospital del Henares)  | Avanza Movilidad Integral |
| 1     | Polígono industrial - C.C. San Fernando                  | Avanza Movilidad Integral |
| SE72  | Hospital del Henares - Coslada Central                   | Avanza Movilidad Integral |
| SE7   | Hospital del Henares - Barrio del Puerto                 | Monbus                    |

## Zona de influencia

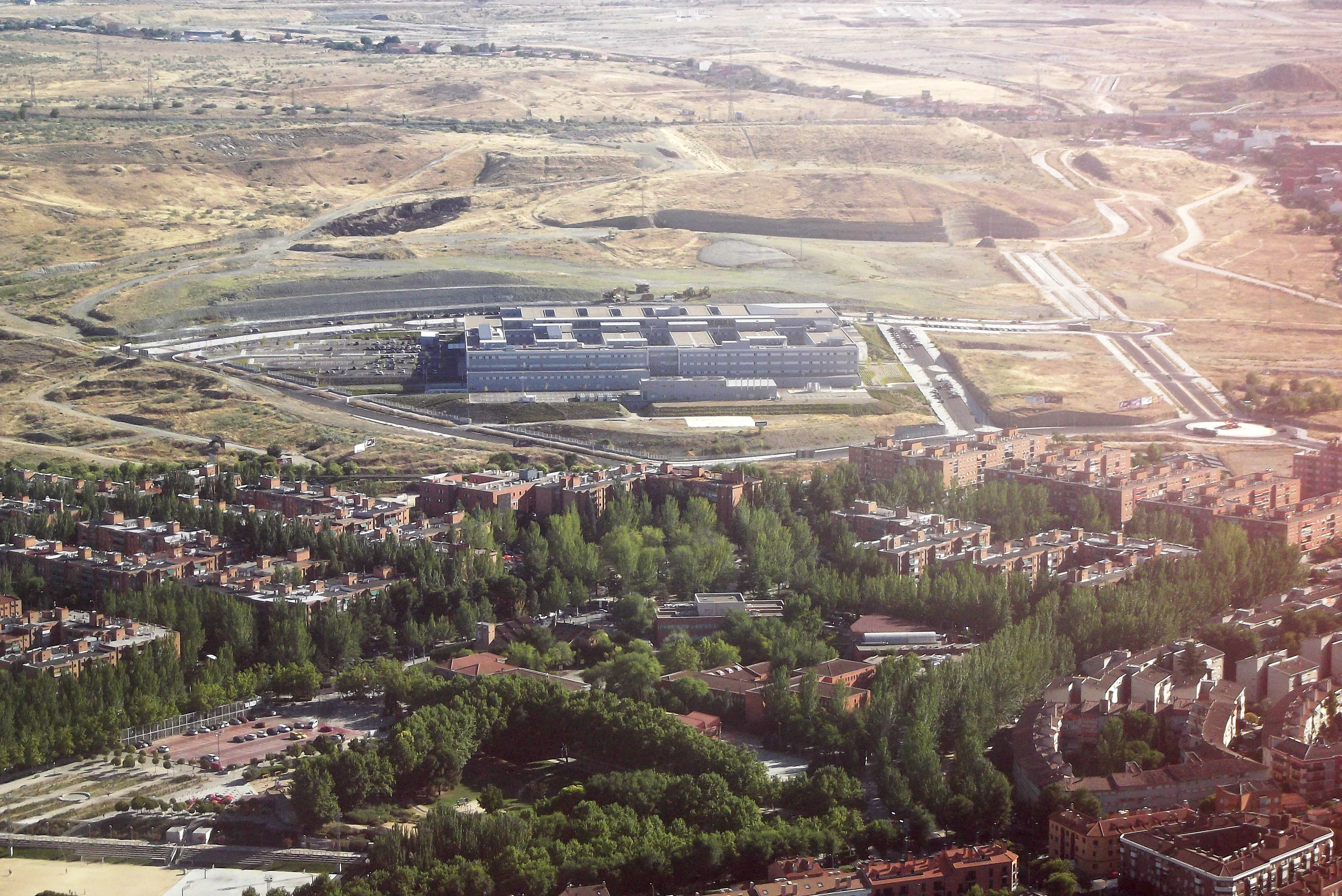
Vista aérea del Hospital del Henares

Su cobertura de asistencia sanitaria cubre las ciudades de Coslada, San Fernando de Henares, Mejorada del Campo, Velilla de San Antonio y Loeches, con una población aproximada de 170.000 habitantes. Este hospital público está gestionado por la Consejería de Sanidad de la Comunidad de Madrid.

## Servicios
- Urgencias Generales
- Medicina Interna
- Neurología
- Neurofisiología Clínica
- Neumología
- Cardiología
- Digestivo
- Endocrinología
- Infecciosas
- Reumatología
- Alergología
- Oncología
- Nefrología
- Geriatría
- Rehabilitación
- Psiquiatría
- Cirugía General y del Aparato Digestivo
- Unidad de Cuidados Intensivos
- Anatomía Patológica
- Diagnóstico por imagen
- Urología
- C.O.T.
- Dermatología
- Oftamología
- ORL
- Obstetricia
- Ginecología
- Pediatría
- Neonatología Gral.
- Anestesiología y Reanimación
- Unidad Dolor